# Spinogramma ruficollis
Spinogramma ruficollis es una especie de escarabajo de la familia Cerambycidae. Fue descrito cienfíficamente por primera vez por Breuning en 1959.